# Тиноко, Диего
Диего Тиноко (англ. Diego Tinoco, род. 25 ноября 1997, Анахайм, Калифорния) — американский актёр. Он популярен благодаря своей роли Сезара Диаса в сериале Netflix «В моем блоке».

## Биография

### Ранний год
Тиноко родился 24 ноября 1997 года в Анахайм, Калифорния. С отцом-мексиканцем и матерью-колумбийкой, где он увлекся актерским мастерством в школьные годы, в средней школе Эль-Сегундо. Тиноко начал интересоваться актерским мастерством в молодом возрасте. В возрасте 8 лет он переехал в Лос-Анджелес с матерью, братьями и бабушкой. В старшей школе он посещал уроки актерского мастерства в Школе театрального искусства для подростков, где стал участвовать в спектаклях и изучил основы актерского мастерства. После окончания средней школы Тиноко поступил в Университет штата в Лонг-Бич, где получил степень в области изящных искусств. Во время учебы в университете Тиноко работал над театральной постановкой, что дало ему необходимый опыт для развития актерской карьеры.

### Карьера
Актерскую карьеру начал в 2015 году, сыграв роль Марко в драме «Морось надежды». В шестом сезоне телесериала «Волчонок» он сыграл Матео, появившегося в 2016 году. В короткометражном фильме 2017 года «Добро пожаловать в Валгаллу» он сыграл Диего. Он достиг еще большего уровня известности в 2018 году, сыграв персонажа Сезара Диаса в телесериале «В моем блоке».
В 2021 году Тиноко дебютирует в романтической драме "R#J, где исполнил роль Тибальта. Диего был объявлен частью актерского состава фильма Святой Сэйя: «Рыцари Зодиака» (2022).

## Фильмография
| Год       |   | Русское название            | Оригинальное название | Роль        |
| --------- | - | --------------------------- | --------------------- | ----------- |
| 2015      | ф | Морось надежды              | Drizzle of Hope       | Марко       |
| 2016      | с | Волчонок                    | Teen Wolf             | Матео       |
| 2017      | ф | Добро пожаловать в Валгаллу | Welcome to Valhalla   | Диего       |
| 2018—2021 | с | В моем блоке                | On My Block           | Сезар Диас  |
| 2021      | ф | R#J                         | R and J               | Тибальт     |
| 2023      | ф | Рыцари Зодиака              | Knights of the Zodiac | Феникс Неро |